# Cymodusa atra
Cymodusa atra är en stekelart som beskrevs av Dbar 1984. Cymodusa atra ingår i släktet Cymodusa och familjen brokparasitsteklar. Inga underarter finns listade i Catalogue of Life.